# Oblast' autonoma di Adighezia
L'oblast' autonoma di Adighezia (in russo Адыгейская автономная область) è stata un'unità amministrativo-territoriale della Repubblica Socialista Federativa Sovietica Russa che è esistita dal 27 luglio 1922 al 3 luglio 1991.
La capitale è Maykop (fino al 1936 - Krasnodar).

## Storia

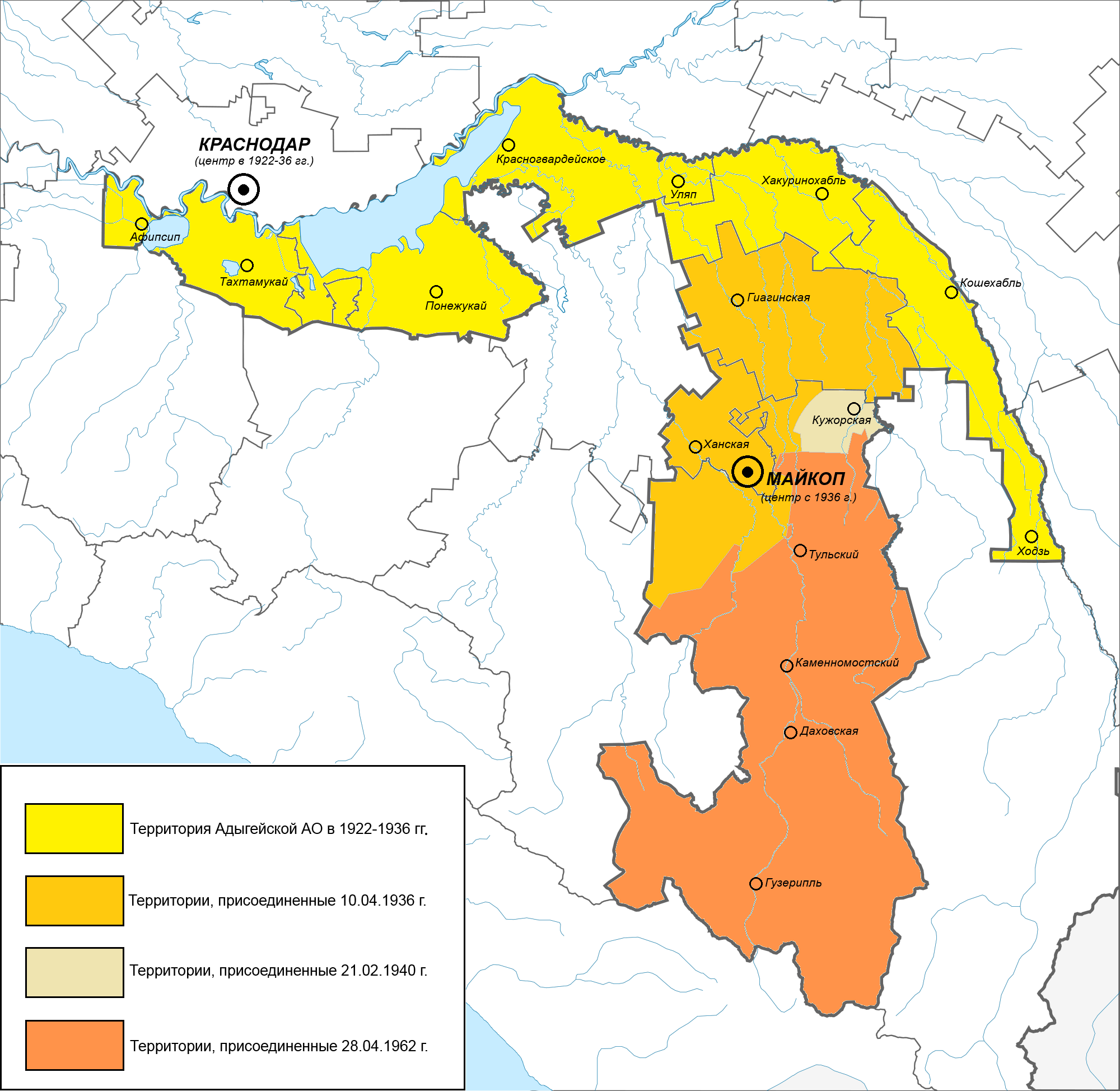
Crescita del territorio di Adighezia

### Sequenza temporale
- Costituzione il 27 luglio 1922 come oblast' autonoma di Circassia (Adighezia)

- Dal 24 agosto 1922 fu ribattezzata oblast' autonoma di Adighezia (Circassa) del Territorio del Caucaso settentrionale (Territorio di Krasnodar).
- Dal 3 agosto 1928 fu rinominata Oblast' autonoma di Adighezia
- Il 7 febbraio 1929, si formarono nella regione 3 distretti: Krasnogvardeisky (centro a Nikolaevskoe), Psekupsky (centro aPonezhukay) e Shovgenovsky (centro a Hakurinohabl).

- Dal 10 gennaio 1934, l'oblast' autonoma fece parte del territorio di Azov-Mar Nero.

- Il 28 dicembre 1934, nell'oblast' furono riformati 5 distretti: Koshekhablsky, Krasnogvardeisky (v. Nikolaevskoe), Ponezhukaysky, Takhtamukaysky e Shovgenovsky (a. Hakurinohabl).

- Il 10 aprile 1936, la città di Maykop, il distretto di Giaginsky e il consiglio del villaggio di Khansky del distretto di Maykop della regione di Azov-Mar Nero furono annessi alla regione. Di conseguenza, il centro della regione fu spostato nella città di Maykop.

- Dal 13 settembre 1937, l'oblast' autonoma di Adighezia fece parte del territorio di Krasnodar.

- Il 21 febbraio 1940, l'oblast' autonoma fu trasferita al Consiglio del villaggio di Kuzhora del distretto di Tula del territorio di Krasnodar e al distretto di Maykop. Vi erano nell'oblast'  7 distretti: Giaginsky, Koshekhablsky, Krasnogvardeisky (v. Nikolaevskoe), Maikop, Takhtamukaysky, Teuchezhsky (a. Ponezhukay) e Shovgenovsky (a. Hakurinohabl).

- Il 28 aprile 1962, il territorio dell'oblast di Tula del Territorio di Krasnodar fu annesso al distretto di Maikop, e di conseguenza il territorio dell'oblast' assunse assunse la sua forma moderna.

- Il 5 ottobre 1990, una sessione straordinaria del Consiglio regionale dei deputati del popolo dell'Adighezia prese la decisione di elevare lo status dell'oblast' al livello di un soggetto indipendente della RSFSR (repubblica) e proclamò la Repubblica Socialista Sovietica di Adighezia.

- Il 15 dicembre 1990, la secessione dell'Adighrzia dal Territorio di Krasnodar fu legalizzata dal Secondo Congresso dei Deputati del Popolo della RSFSR, che emendò la Costituzione della RSFSR.[2]

- Il 3 luglio 1991, il Soviet Supremo della RSFSR, "in conformità con la decisione del Consiglio regionale dei deputati del popolo della Regione autonoma di Adighezia", adottò una legge sulla trasformazione dell'Okrug autonomo di Adighezia nella Repubblica Socialista Sovietica di Adighezia come parte della RSFSR[3] e introdusse un corrispondente emendamento alla Costituzione russa, trasferendolo contemporaneamente all'esame del Congresso dei deputati del popolo della RSFSR.[4]

- Il 23 marzo 1992, il Consiglio Supremo dell'Adighezia adottò una legge sulla ridenominazione della RSS di Adighezia nella Repubblica di Adighezia (Adygea).[5]

- Il 21 aprile 1992, il Congresso dei deputati del popolo della Federazione Russa la introdusse nella Costituzione russa [6] . L'emendamento entrò in vigore dal momento della pubblicazione il 16 maggio 1992 nella "Rossiyskaya Gazeta".[7]

## Suddivisione amministrativa
A partire dal 1 gennaio 1985, l'Oblast' autonoma di Adighezia comprendeva 2 città di subordinazione regionale:
- Maykop ,
- Teuchezhsk (dal 1990 Adygeisk)

e 7 distretti:
1. Giaginsky - cap. Giaginskaya
2. Koshehablsky - cap. Koshehabl
3. Krasnogvardeisky - cap. Krasnogvardeyskoe
4. Maikopsky - cap. Tula
5. Oktyabrsky - cap. Oktyabrsky
6. Teuchezhsky - cap.Teuchezhsk
7. Shovgenovsky - cap. Shovgenovsky

## Popolazione
Dinamiche demografiche della regione:
| Anno | Superficie, km² | Popolazione, persone | Fonte               |
| ---- | --------------- | -------------------- | ------------------- |
| 1930 | 3.015           | 113.700              |                     |
| 1939 | 3.048           | 241.799              | Censimento del 1939 |
| 1959 | 3.900           | 284.690              | Censimento del 1959 |
| 1970 | 7.600           | 385.644              | Censimento del 1970 |
| 1979 | 7.600           | 404.504              | Censimento del 1979 |
| 1989 | 7.600           | 432.588              | Censimento del 1989 |

Composizione nazionale della popolazione secondo il censimento del 1979:
| Nazionalità | Popolazione | Totale della popolazione in % |
| ----------- | ----------- | ----------------------------- |
| Russi       | 285626      | 70.6                          |
| Adyghe      | 86 388      | 21,4                          |
| Ucraini     | 12.078      | 3.0                           |
| Armeni      | 6 359       | 1.6                           |
| Tatari      | 2415        | 0.6                           |
| Bielorussi  | 2244        | 0.6                           |